# Jin Jong-oh
Jin Jong-oh (nacido el 24 de setiembre de 1979 en Gangwon) él es un tirador deportivo sur coreano que ha competido en los juegos olímpicos de 2004, 2008 y de 2012. Él es un tricampeón olímpico, y uno de los tiradores olímpicos más exitosos, él es además el único tirador olímpico que ha ganado consecutivamente dos medallas de oro en el torneo masculino de tiro con pistola libre a 50 metros.

## Biografía
Después de haber ganado la ronda de calificación, Jin ganó la medalla de plata en pistola libre a 50 metros el 17 de agosto de 2004 durante los Juegos Olímpicos de Atenas, tras disparar dos tiros de baja calificación durante la ronda final del torneo.
El 12 de agosto de 2008, Jin ganó la medalla de oro en pistola libre a 50 metros durante los Juegos Olímpicos de Pekín. Él también ganó la medalla de plata en la competición masculina de tiro con pistola de aire a 10 metros el 9 de agosto del mismo año.
Jin ganó la medalla de oro en la competencia de tiro con pistola de aire a 10 metros el 28 de julio de 2012 durante los Juegos Olímpicos de Londres. Luego, el 5 de agosto, el ganó la medalla de oro en la competencia de pistola libre a 50 metros, convirtiéndose de esa manera en el primer tirador que exitosamente ha defendido el título de campeón olímpico en la disciplina de tiro con pistola libre a 50 metros. Adicionalmente, Jin se convirtió en la primera persona que ha ganado medallas de oro en pistola de aire a 10 metros y pistola libre a 50 metros en la misma olimpiada y en uno de los cinco tiradores que han ganado dos medallas de oro en competencias individuales en una sola olimpiada, esta es una hazaña no vista desde que el año 1920 cuando el tirador noruego Otto Olsen lo logró durante los Juegos Olímpicos de Amberes. Jin pertenece ahora al reducido grupo de tres tiradores olímpicos que han ganado tres medallas de oro en competencias olípicas individuales (los otros dos son Ralf Schumann de Alemania y Kim Rhode de los Estados Unidos de América). Jin también se convirtió en el primer atleta coreano que:
ha ganado tres medallas de oro olímpicas, cuatro (y cinco) medallas olímpicas en competencias individuales,
ha defendido un título en las olimpiadas (el atleta coreano Sim Kwon-Ho ganó dos medallas de oro olipicas en lucha greco romana durante las olimpiadas de 1996 y 2000, pero sus medallas fueron en dos categorías diferentes),
ha ganado dos medallas de oro en competencias individuales en la misma olimpiada,
y qhe ha ganado una medalla en un evento individual en tres juegos olímpicos consecutivos (Kim Soo-Nyung ganó oro individual, plata y bronze, respectivamente, en competencias de arquería en los Juegos Olímpicos de Seúl, Juegos Olímpicos de Barcelona y Juegos Olímpicos de Sídney pero esos no son consecutivos).